# Acueducto de Guadalupe

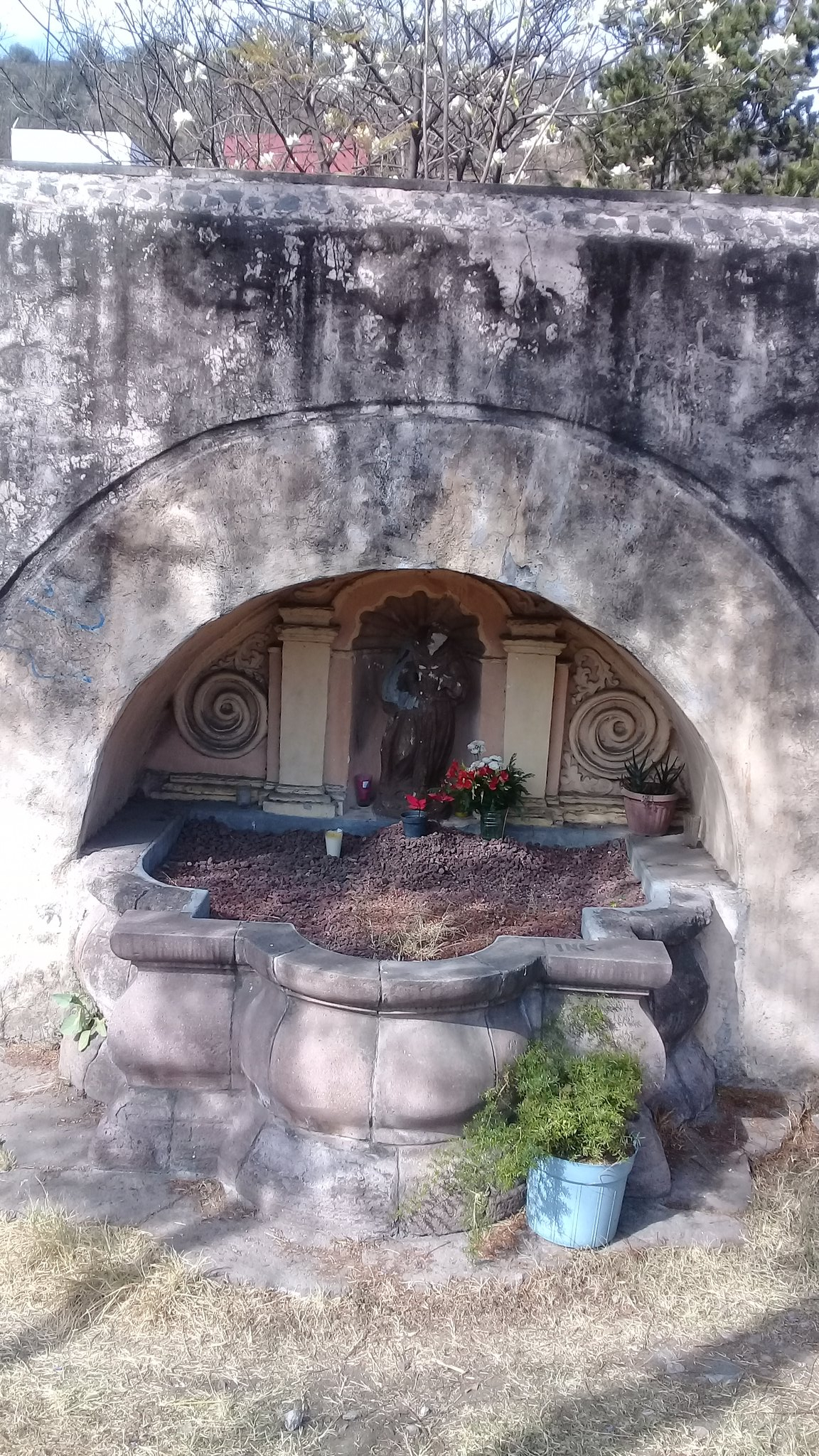
La histórica fuente de San Francisco, en el pueblo de Santa Isabel Tola

El Acueducto de Guadalupe es una obra hidráulica de la época novohispana construida a mediados del siglo XVIII, que tenía como finalidad llevar agua potable del río Tlalnepantla en el pueblo de Santa María Tlalnepantla a la Villa de Guadalupe, para luego ser conectado al acueducto que llevaba agua hasta Santiago Tlatelolco. Se ubica en la zona norte de la actual Ciudad de México y es solo usado como monumento histórico y artístico.

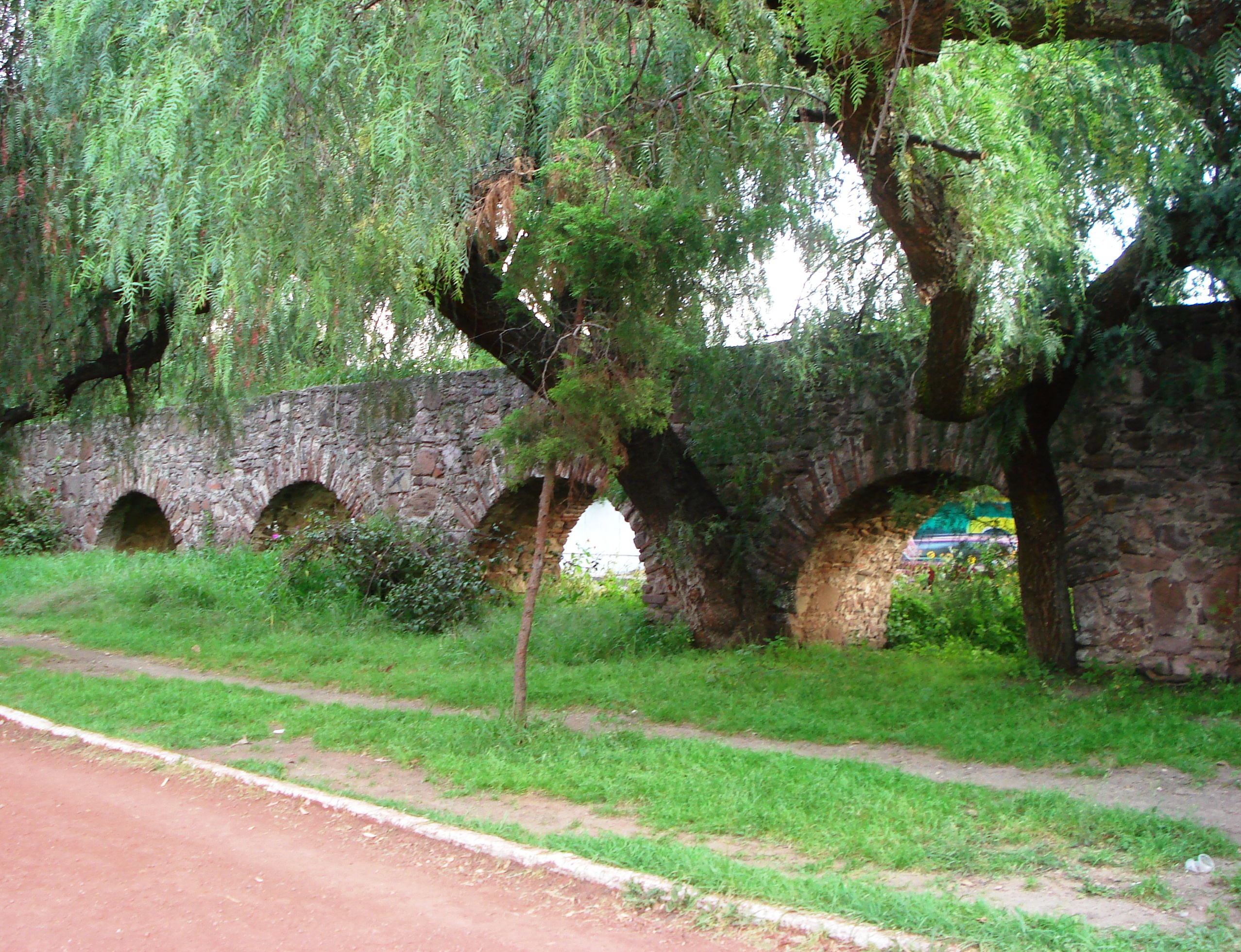
Vista de algunos de los arcos del acueducto.

Al costado de este acueducto existe una colonia “barrio” de la Ciudad de México que tiene el mismo nombre Colonia Acueducto de Guadalupe. y se extiende en 7 km de longitud recorriendo territorio de la alcaldía Gustavo A. Madero en la Ciudad de México y parte del municipio de Tlalnepantla de Baz en el Estado de México, en este último de manera subterránea.

## Historia
Originalmente en 1713 la república de indios del Santiago Tlatelolco otorgó como renta la Hacienda de Santa Anna Aragón, en ese trato se construyó un acueducto que llevaba agua entre la Villa de Guadalupe y Santiago Tlatelolco, pero en 1741 se le otorga a la villa su separación del Municipalidad de México creándose el municipio de Guadalupe. Es así como empiezan los pleitos por el agua entre la Villa y la República de Indios de Santiago Tlatelolco de donde formaban parte. Para aliviar eso el 23 de junio de 1743 se inicia su construcción a cargo del Ayuntamiento de Guadalupe y finalizó en julio de 1751 durante el gobierno del  virrey Juan Francisco de Güemes y Horcasitas, primer conde de Revillagigedo.
En diciembre de 1815, al ser conducido preso hacía Ecatepec para ser ejecutado por sedición, al insurgente José María Morelos le fue concedido detenerse en la Villa de Guadalupe para hacer un último rezo, en esta oportunidad bebió agua de la fuente del Acueducto.
Es hasta el gobierno del presidente Porfirio Díaz que se sustituye el acueducto por tubería de hierro y deja de funcionar; el 7 de abril de 1932, el Acueducto de Guadalupe fue oficialmente declarado Monumento histórico de la Nación. En 2006 que se hacen trabajos de renovación y se le construyen andadores y zonas de recreo a sus costados.
En la actualidad, a la altura de la Colonia Residencial Acueducto, éste se restauró y se puede apreciar un extenso corredor paralelo al monumento que la gente utiliza para correr, ejercitarse, en ocasiones para la práctica de ciclismo, además de ser el lugar de descanso de la peregrinación proveniente del estado de Querétaro, considerada la más grande que ocurre hacia la Basílica de Guadalupe. Este lugar era ocupado como localización para películas en la década de los 40 y 50.

## Descripción

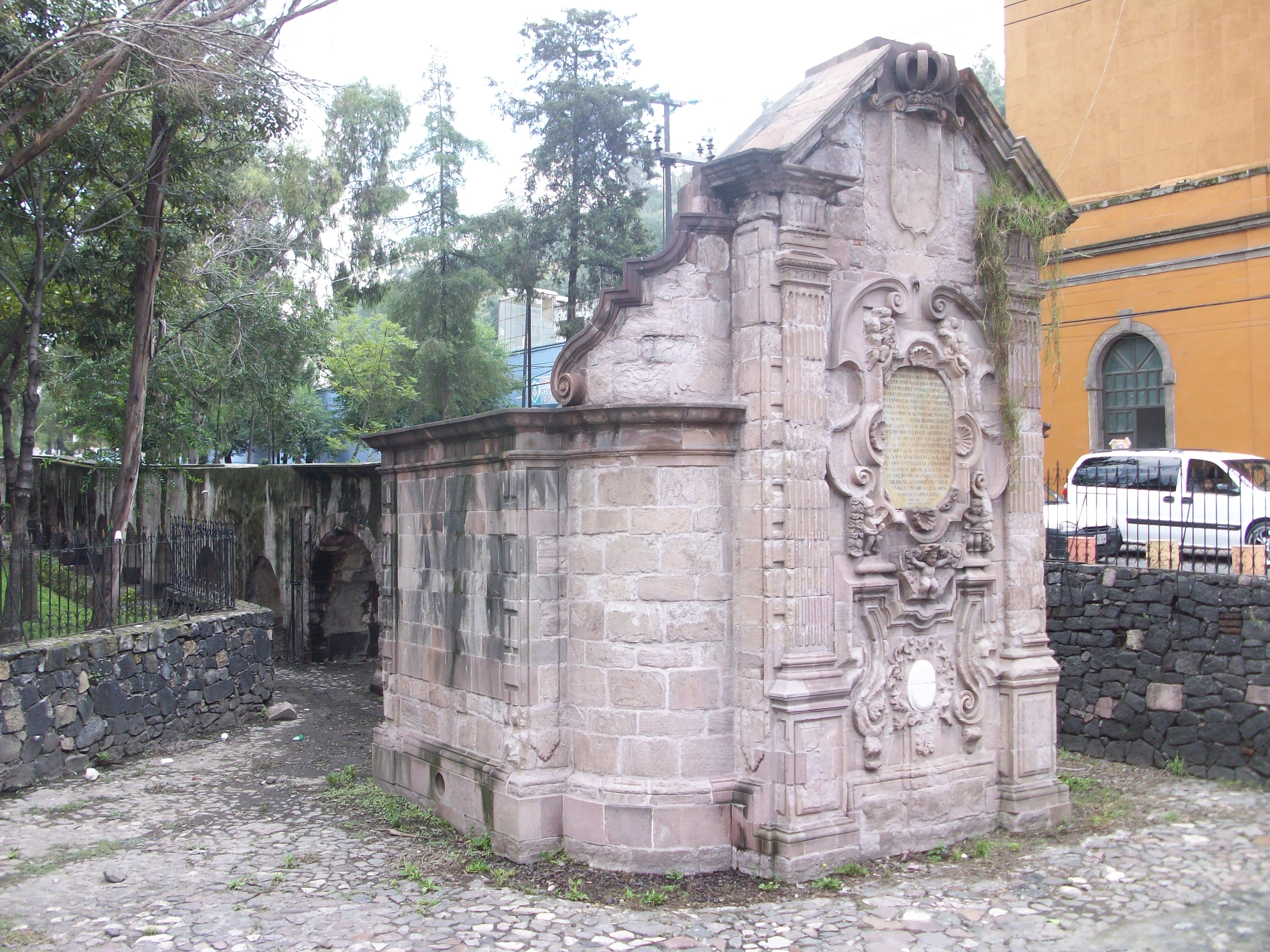
Final del Acueducto en el Parque del Mestizaje localizado detrás de la Basílica de Guadalupe.

Su longitud original era de 10 kilómetros y tenía como objeto solucionar los problemas de desabasto de agua en la Villa de Guadalupe al traer el vital líquido desde los manantiales y el río de Azcapotzalco y Tlalnepantla respectivamente, dotando de agua a la Basílica de Guadalupe. Iniciaba en el río de Tlalnepantla y concluía en una caja de agua ubicada atrás de la antigua Basílica, al frente del templo había una fuente que era para el servicio público, de unos 10 metros de diámetro y en cuyo centro se alzaba una columna con efigies que representaban las cuatro partes del mundo, en la cúspide albergaba a una imagen de la virgen de Guadalupe.
El acueducto estaba construido en forma subterránea hasta la actual avenida Acueducto de Tenayuca (límites de la Ciudad de México y Tlalnepantla en el Estado de México) y de este punto hasta el actual Parque del Mestizaje era sostenido por 2,310 arcos sobre los cuales corría el ducto de agua. Algunos elementos de su arquitectura son de estilo barroco como es el caso de su caja de agua ubicada en la actual Parque del Mestizaje. Otros elementos del mismo estilo que conformaban el acueducto eran reposaderos, pozas y fuentes, todos edificados con cantera proveniente del Cerro de Guadalupe y de los cuales destaca por sus características únicas la fuente de San Francisco, ubicada a la altura de la calle Cacama, en el pueblo de santa Isabel Tola. 
El acueducto formaba parte de un sistema hidráulico integrado por tres acueductos: el de Guadalupe, el de Chapultepec y el Acueducto de Santa Fe.
- Wikimedia Commons alberga una categoría multimedia sobre Acueducto de Guadalupe.